# Американски пай 2
„Американски пай 2“ (на английски: American Pie 2) е  американски комедиен филм от 2001 година на режисьора Джеймс Б. Роджърс, по сценарий на Адам Херц и Дейвид Стайнбърг. Продължение е на „Американски пай“ (1999) и е вторият филм от поредицата „Американски пай“. Във филма участват Джейсън Бигс, Шанън Елизабет, Алисън Ханигън, Крис Клейн, Наташа Лион, Томас Иън Никълъс, Тара Рийд, Шон Уилям Скот, Мена Сувари, Еди Кей Томас и Юджийн Леви. Филмът е последван от „Американски пай 3: Сватбата“ (2003).